# Tournoi de tennis de Canberra
Le tournoi de Canberra (Australie) est un tournoi international de tennis féminin et masculin joué sur dur.
Le tournoi féminin a été organisé chaque année sur le circuit professionnel WTA, début janvier, de 2001 à 2006. Puis il refait son apparition en 2015 au mois de novembre sur le circuit ITF au sein de l'Australian Pro Tour, une série de tournois professionnels préparatoires à l'Open d'Australie et gérés par Tennis Australia. En 2020, le tournoi change de date pour se dérouler au début du mois de janvier. En 2024, le tournoi passe en catégorie WTA 125.
Le tournoi masculin est organisé sur le circuit Challenger pour la première fois en novembre 2015. Le tournoi est organisé en novembre de 2015 à 2018 et en janvier à partir de 2016.
En 2020, en raison des fumées liées aux feux de brousse qui touchent l'Australie, le tournoi est délocalisé à Bendigo.
En 2021 et 2022, le tournoi est annulé en raison de la pandémie de Covid-19.

## Palmarès dames

### Simple
| No       | Date       | Nom et lieu du tournoi                   | Catégorie      | Dotation       | Surface        | Vainqueure          | Finaliste           | Score          |                |
| -------- | ---------- | ---------------------------------------- | -------------- | -------------- | -------------- | ------------------- | ------------------- | -------------- | -------------- |
| 1        | 28-09-1962 | ACT Championships, Canberra              |                | NC             | Gazon (ext.)   | Margaret Smith      | Lesley Turner       | 6-3, 4-6, 6-3  | Tableau        |
|          | 1963-2000  | Pas de tournoi                           | Pas de tournoi | Pas de tournoi | Pas de tournoi | Pas de tournoi      | Pas de tournoi      | Pas de tournoi | Pas de tournoi |
| Ère Open |            |                                          |                |                |                |                     |                     |                |                |
| 2        | 08-01-2001 | Canberra International, Canberra         | Tier III       | 170 000 $      | Dur (ext.)     | Justine Henin       | Sandrine Testud     | 6-2, 6-2       | Tableau        |
| 3        | 07-01-2002 | Canberra Women’s Classic, Canberra       | Tier V         | 110 000 $      | Dur (ext.)     | Anna Smashnova      | Tamarine Tanasugarn | 7-5, 7-62      | Tableau        |
| 4        | 06-01-2003 | Canberra Women’s Classic, Canberra       | Tier V         | 110 000 $      | Dur (ext.)     | Meghann Shaughnessy | Francesca Schiavone | 6-1, 6-1       | Tableau        |
| 5        | 12-01-2004 | Canberra Women’s Classic, Canberra       | Tier V         | 110 000 $      | Dur (ext.)     | Paola Suárez        | Silvia Farina       | 3-6, 6-4, 7-65 | Tableau        |
| 6        | 10-01-2005 | Canberra Women’s Classic, Canberra       | Tier V         | 110 000 $      | Dur (ext.)     | Ana Ivanović        | Melinda Czink       | 7-5, 6-1       | Tableau        |
| 7        | 09-01-2006 | Canberra Women’s Classic, Canberra       | Tier IV        | 145 000 $      | Dur (ext.)     | Anabel Medina       | Cho Yoon-jeong      | 6-4, 0-6, 6-4  | Tableau        |
|          | 2007-2014  | Pas de tournoi                           | Pas de tournoi | Pas de tournoi | Pas de tournoi | Pas de tournoi      | Pas de tournoi      | Pas de tournoi | Pas de tournoi |
| (I)      | 02-11-2015 | Canberra Tennis International, Canberra  | ITF            | 50 000 $       | Dur (ext.)     | Asia Muhammad       | Eri Hozumi          | 6-4, 6-3       |                |
| (II)     | 31-10-2016 | Apis Canberra International, Canberra    | ITF            | 50 000 $       | Dur (ext.)     | Risa Ozaki          | Georgia Brescia     | 6-4, 6-4       |                |
| (III)    | 30-10-2017 | Apis Canberra International, Canberra    | ITF            | 60 000 $       | Dur (ext.)     | Olivia Rogowska     | Destanee Aiava      | 6-1, 6-2       |                |
| (IV)     | 29-10-2018 | Apis Canberra International, Canberra    | ITF            | 60 000 $       | Dur (ext.)     | Zoe Hives           | Olivia Rogowska     | 6-4, 6-2       |                |
|          | 2019       | Pas de tournoi                           | Pas de tournoi | Pas de tournoi | Pas de tournoi | Pas de tournoi      | Pas de tournoi      | Pas de tournoi | Pas de tournoi |
| (V)      | 06-01-2020 | Apis Canberra International, Bendigo     | ITF            | 25 000 $       | Dur (ext.)     | Magdalena Fręch     | Patricia Maria Țig  | Forfait        |                |
|          | 2021-2023  | Pas de tournoi                           | Pas de tournoi | Pas de tournoi | Pas de tournoi | Pas de tournoi      | Pas de tournoi      | Pas de tournoi | Pas de tournoi |
| 8        | 01-01-2024 | Workday Canberra International, Canberra | WTA 125        | 115 000 $      | Dur (ext.)     | Nuria Párrizas Díaz | Harriet Dart        | 6-4, 6-3       | Tableau        |
| 9        | 30-12-2024 | Workday Canberra International, Canberra | WTA 125        | 115 000 $      | Dur (ext.)     | Aoi Ito             | Wei Sijia           | 6-4, 6-3       | Tableau        |

### Double
| No       | Date       | Nom et lieu du tournoi                  | Catégorie      | Dotation       | Surface        | Vainqueures                        | Finalistes                              | Score               |                |
| -------- | ---------- | --------------------------------------- | -------------- | -------------- | -------------- | ---------------------------------- | --------------------------------------- | ------------------- | -------------- |
| 1        | 28-09-1962 | ACT Championships Canberra              |                | NC             | Gazon (ext.)   | Lorraine Plummer Margaret Smith    | Caroline Langsford Lesley Turner        | 6-1, 6-2            | Tableau        |
|          | 1963-2000  | Pas de tournoi                          | Pas de tournoi | Pas de tournoi | Pas de tournoi | Pas de tournoi                     | Pas de tournoi                          | Pas de tournoi      | Pas de tournoi |
| Ère Open |            |                                         |                |                |                |                                    |                                         |                     |                |
| 2        | 08-01-2001 | Canberra International Canberra         | Tier III       | 170 000 $      | Dur (ext.)     | Nicole Arendt Ai Sugiyama          | Nannie De Villiers Annabel Ellwood      | 6-4, 7-62           | Tableau        |
| 3        | 07-01-2002 | Canberra Women’s Classic Canberra       | Tier V         | 110 000 $      | Dur (ext.)     | Nannie De Villiers Irina Selyutina | Samantha Reeves Adriana Serra Zanetti   | 6-2, 6-3            | Tableau        |
| 4        | 06-01-2003 | Canberra Women’s Classic Canberra       | Tier V         | 110 000 $      | Dur (ext.)     | Tathiana Garbin Émilie Loit        | Dája Bedáňová Dinara Safina             | 6-3, 3-6, 6-4       | Tableau        |
| 5        | 12-01-2004 | Canberra Women’s Classic Canberra       | Tier V         | 110 000 $      | Dur (ext.)     | Jelena Kostanić Claudine Schaul    | Caroline Dhenin Lisa McShea             | 6-4, 7-63           | Tableau        |
| 6        | 10-01-2005 | Canberra Women’s Classic Canberra       | Tier V         | 110 000 $      | Dur (ext.)     | Tathiana Garbin Tina Križan        | Gabriela Navrátilová Michaela Paštiková | 7-5, 1-6, 6-4       | Tableau        |
| 7        | 09-01-2006 | Canberra Women’s Classic Canberra       | Tier IV        | 145 000 $      | Dur (ext.)     | Marta Domachowska Roberta Vinci    | Claire Curran Līga Dekmeijere           | 7-65, 6-3           | Tableau        |
|          | 2007-2014  | Pas de tournoi                          | Pas de tournoi | Pas de tournoi | Pas de tournoi | Pas de tournoi                     | Pas de tournoi                          | Pas de tournoi      | Pas de tournoi |
| (I)      | 02-11-2015 | Canberra Tennis International Canberra  | ITF            | 50 000 $       | Dur (ext.)     | Eri Hozumi Misa Eguchi             | Lauren Embree Asia Muhammad             | 7-613, 1-6, [14-12] |                |
| (II)     | 31-10-2016 | Apis Canberra International Canberra    | ITF            | 50 000 $       | Dur (ext.)     | Jessica Moore Storm Sanders        | Alison Bai Lizette Cabrera              | 6-3, 6-4            |                |
| (III)    | 30-10-2017 | Apis Canberra International Canberra    | ITF            | 60 000 $       | Dur (ext.)     | Asia Muhammad Arina Rodionova      | Jessica Moore Ellen Perez               | 6-4, 6-4            |                |
| (IV)     | 29-10-2018 | Apis Canberra International Canberra    | ITF            | 60 000 $       | Dur (ext.)     | Ellen Perez Arina Rodionova        | Destanee Aiava Naiktha Bains            | 65-7, 6-3, [10-7]   |                |
|          | 2019       | Pas de tournoi                          | Pas de tournoi | Pas de tournoi | Pas de tournoi | Pas de tournoi                     | Pas de tournoi                          | Pas de tournoi      | Pas de tournoi |
| (V)      | 06-01-2020 | Apis Canberra International Bendigo     | ITF            | 25 000 $       | Dur (ext.)     | Alison Bai Jaimee Fourlis          | Anna Bondár Pemra Özgen                 | 5-7, 6-4, [10-8]    |                |
|          | 2021-2023  | Pas de tournoi                          | Pas de tournoi | Pas de tournoi | Pas de tournoi | Pas de tournoi                     | Pas de tournoi                          | Pas de tournoi      | Pas de tournoi |
| 8        | 01-01-2024 | Workday Canberra International Canberra | WTA 125        | 115 000 $      | Dur (ext.)     | Veronika Erjavec Darja Semenistaja | Kaylah Mcphee Astra Sharma              | 6-2, 6-4            | Tableau        |
| 9        | 30-12-2024 | Workday Canberra International Canberra | WTA 125        | 115 000 $      | Dur (ext.)     | Jaimee Fourlis Petra Hule          | Darja Semenistaja Nina Stojanović       | 7-5, 4-6, [10-6]    | Tableau        |

## Palmarès messieurs

### Simple
| No | Date       | Nom et lieu du tournoi                       | Catégorie      | Dotation       | Surface        | Vainqueur             | Finaliste          | Score          |                |
| -- | ---------- | -------------------------------------------- | -------------- | -------------- | -------------- | --------------------- | ------------------ | -------------- | -------------- |
| 1  | 02-11-2015 | Canberra Tennis International, Canberra      | Challenger     | 50 000 $       | Dur (ext.)     | Benjamin Mitchell     | Luke Saville       | 5-7, 6-0, 6-1  |                |
| 2  | 11-01-2016 | Canberra ATP Challenger, Canberra            | Challenger     | 75 000 $       | Dur (ext.)     | Paolo Lorenzi         | Ivan Dodig         | 6-2, 6-4       |                |
| 3  | 31-10-2016 | Apis Canberra International, Canberra        | Challenger     | 50 000 $       | Dur (ext.)     | James Duckworth       | Marc Polmans       | 7-5, 6-3       |                |
| 4  | 09-01-2017 | East Hotel Canberra Challenger, Canberra     | Challenger     | 75 000 $       | Dur (ext.)     | Dudi Sela             | Jan-Lennard Struff | 3-6, 6-4, 6-3  |                |
| 5  | 30-10-2017 | Apis Canberra International, Canberra        | Challenger     | 75 000 $       | Dur (ext.)     | Matthew Ebden         | Taro Daniel        | 7-64, 6-4      |                |
| 6  | 08-01-2018 | East Hotel Canberra Challenger, Canberra     | Challenger     | 75 000 $       | Dur (ext.)     | Andreas Seppi         | Márton Fucsovics   | 5-7, 6-4, 6-3  |                |
| 7  | 29-10-2018 | Apis Canberra International, Canberra        | Challenger     | 75 000 $       | Dur (ext.)     | Jordan Thompson       | Nicola Kuhn        | 6-1, 5-7, 6-4  |                |
| 8  | 06-01-2019 | East Hotel Canberra Challenger, Canberra     | Challenger     | 54 160 $       | Dur (ext.)     | Hubert Hurkacz        | Ilya Ivashka       | 6-4, 4-6, 6-2  |                |
| 9  | 06-01-2020 | Apis Canberra International, Bendigo         | Challenger     | 162 480 $      | Dur (ext.)     | Philipp Kohlschreiber | Emil Ruusuvuori    | 7-65, 4-6, 6-3 |                |
|    | 2021-2022  | Pas de tournoi                               | Pas de tournoi | Pas de tournoi | Pas de tournoi | Pas de tournoi        | Pas de tournoi     | Pas de tournoi | Pas de tournoi |
| 10 | 02-01-2023 | P2 Advisory Canberra International, Canberra | Challenger     | 130 000 $      | Dur (ext.)     | Márton Fucsovics      | Leandro Riedi      | 7-5, 6-4       |                |
| 11 | 01-01-2024 | Workday Canberra International, Canberra     | Challenger     | 164 000 $      | Dur (ext.)     | Dominik Köpfer        | Jakub Menšík       | 6-3, 6-2       |                |

### Double
| No | Date       | Nom et lieu du tournoi                       | Catégorie      | Dotation       | Surface        | Vainqueurs                            | Finalistes                                | Score             |                |
| -- | ---------- | -------------------------------------------- | -------------- | -------------- | -------------- | ------------------------------------- | ----------------------------------------- | ----------------- | -------------- |
| 1  | 02-11-2015 | Canberra Tennis International, Canberra      | Challenger     | 50 000 $       | Dur (ext.)     | Alex Bolt Andrew Whittington          | Brydan Klein Dane Propoggia               | 7-62, 6-3         |                |
| 2  | 11-01-2016 | Canberra ATP Challenger, Canberra            | Challenger     | 75 000 $       | Dur (ext.)     | Mariusz Fyrstenberg Santiago González | Maverick Banes Jarryd Chaplin             | 7-63, 6-3         |                |
| 3  | 31-10-2016 | Apis Canberra International, Canberra        | Challenger     | 50 000 $       | Dur (ext.)     | Luke Saville Jordan Thompson          | Matt Reid John-Patrick Smith              | 6-2, 6-3          |                |
| 4  | 09-01-2017 | East Hotel Canberra Challenger, Canberra     | Challenger     | 75 000 $       | Dur (ext.)     | Andre Begemann Jan-Lennard Struff     | Carlos Berlocq Andrés Molteni             | 6-3, 6-4          |                |
| 5  | 30-10-2017 | Apis Canberra International, Canberra        | Challenger     | 75 000 $       | Dur (ext.)     | Alex Bolt Bradley Mousley             | Luke Saville Andrew Whittington           | 6-3, 6-2          |                |
| 6  | 08-01-2018 | East Hotel Canberra Challenger, Canberra     | Challenger     | 75 000 $       | Dur (ext.)     | Jonathan Erlich Divij Sharan          | Hans Podlipnik-Castillo Andrei Vasilevski | 7-61, 6-2         |                |
| 7  | 29-10-2018 | Apis Canberra International, Canberra        | Challenger     | 75 000 $       | Dur (ext.)     | Evan Hoyt Wu Tung-lin                 | Jeremy Beale Thomas Fancutt               | 7-65, 5-7, [10-8] |                |
| 8  | 06-01-2019 | East Hotel Canberra Challenger, Canberra     | Challenger     | 54 160 $       | Dur (ext.)     | Marcelo Demoliner Hugo Nys            | André Göransson Sem Verbeek               | 3-6, 6-4, [10-3]  |                |
| 9  | 06-01-2020 | Apis Canberra International, Bendigo         | Challenger     | 162 480 $      | Dur (ext.)     | Max Purcell Luke Saville              | Jonathan Erlich Andrei Vasilevski         | 7-63, 7-63        |                |
|    | 2021-2022  | Pas de tournoi                               | Pas de tournoi | Pas de tournoi | Pas de tournoi | Pas de tournoi                        | Pas de tournoi                            | Pas de tournoi    | Pas de tournoi |
| 10 | 02-01-2023 | P2 Advisory Canberra International, Canberra | Challenger     | 130 000 $      | Dur (ext.)     | André Göransson Ben McLachlan         | Andrew Harris John-Patrick Smith          | 6-3, 5-7, [10-5]  |                |
| 11 | 01-01-2024 | Workday Canberra International, Canberra     | Challenger     | 164 000 $      | Dur (ext.)     | Daniel Rincón Abdullah Shelbayh       | André Göransson Albano Olivetti           | 7-64, 6-3         |                |